# Chika Fujiwara
Chika Fujiwara (藤原 千花 Fujiwara Chika?) es un personaje ficticio de la serie de manga Kaguya-sama wa Kokurasetai: Tensai-tachi no Ren'ai Zunōsen, creada por Aka Akasaka. Representada en la historia como proveniente de una prestigiosa familia de políticos, Chika es la secretaria del consejo estudiantil de la Academia Shuchiin, donde trabaja en estrecha colaboración con sus compañeros miembros del consejo estudiantil, la vicepresidenta Kaguya Shinomiya y el presidente Miyuki Shirogane. Debido a su actitud inocente y alegre, Chika parece ignorar por completo las «batallas» psicológicas que ocurren entre Kaguya y Miyuki, ya que constantemente intentan que el otro confiese su amor.
En la adaptación al anime, Chika tiene la voz de Konomi Kohara en japonés, de Jad Saxton en la versión en inglés y de Elizabeth Infante en el doblaje al español de Latinoamérica. En las películas de acción en vivo Kaguya-sama wa Kokurasetai: Tensai-tachi no Ren'ai Zunōsen y su secuela Kaguya-sama wa Kokurasetai: Tensai-tachi no Ren'ai Zunōsen 2, es interpretada por la actriz y ex cantante japonesa Nana Asakawa. Chika es considerada uno de los personajes más populares de Kaguya-sama wa Kokurasetai: Tensai-tachi no Ren'ai Zunōsen y su personalidad ha sido bien recibida tanto por los fanes como por la crítica.

## Creación y concepción
En febrero de 2020, Aka Akasaka, el autor de Kaguya-sama wa Kokurasetai: Tensai-tachi no Ren'ai Zunōsen, dijo en una entrevista que el papel de Chika en el manga es principalmente servir como contraste para Kaguya Shinomiya y Miyuki Shirogane, apareciendo cuando los dos están en medio de sus intrigas y luego siembra el caos a través de sus tonterías, además de afirmar que las relaciones entre Chika, Shirogane y Kaguya básicamente impulsan la trama. Además, se le preguntó a Akasaka por qué Chika no tiene monólogos y él respondió: «Fujiwara es exactamente quien es. Ella no alberga ninguna oscuridad. El hecho de que ella no tenga monólogos fue solo una idea temprana mía; en ese momento, sentí que era mejor dejar un poco de misterio en alguna parte. Pero ahora que la serie ha durado tanto tiempo, eso ya no es necesario. Dibujo a Fujiwara como si fuera la heroína de todos. Por favor, siéntanse libre de gustarle». Un mes antes, durante otra entrevista, cuando se le preguntó si se parecía a alguno de sus personajes, Akasaka dijo que él es como Chika en que le encantan los juegos de mesa, y que se siente como ella y tiene su personalidad cuando sus amigos y familiares lo visitan.

## Apariciones

### En el mangaKaguya-sama wa Kokurasetai: Tensai-tachi no Ren'ai Zunōsen
Chika Fujiwara es la secretaria del consejo estudiantil de la Academia Shuchiin. Es una joven de piel clara con cabello plateado hasta los hombros (rosa claro en el anime) que tiene un lazo negro en medio de su flequillo cuadrado, ojos azules y tiene un gran tamaño de pecho. Chika proviene de una familia de políticos: su bisabuelo fue primer ministro de Japón, su tío es el actual ministro de la Derecha y su madre es diplomática, lo que hace de su linaje uno de extremo prestigio. Además, Chika tiene una hermana mayor llamada Toyomi y una hermana menor llamada Moeha. Si bien su familia la sobreprotege, se crio en un ambiente amoroso y se ha convertido en una chica verdaderamente amable. Sin embargo, dado que las formas de recreación como los videojuegos y los artículos de otro mundo le estaban prohibidos, buscó otros medios de escape y ha desarrollado muchos pasatiempos profundos e inusuales. Le gustan los juegos analógicos alemanes, los rompecabezas y varias otras subculturas muy alejadas de lo que uno consideraría convencional. Odia mentir, pero cuando juega juegos como el póquer, revela un lado oculto de sí misma y fanfarronea como si no hubiera un mañana. Ha sido amiga de Kaguya desde la secundaria, sin embargo, su cercanía no es obvia para los demás debido a la personalidad de Kaguya.
Chika es una chica excéntrica burbujeante que casi siempre tiene una sonrisa en su rostro. Siempre buscando divertirse con sus compañeros miembros del consejo estudiantil, a menudo es ella quien presenta actividades e ideas extrañas que la entretienen a ella y a los demás. En su mayoría, no se da cuenta de la atmósfera de la habitación, lo que la convierte en un elemento impredecible que arruina muchos de los planes de Kaguya y Miyuki para hacer que el otro se confiese. Debido a su actitud relajada y sus payasadas infantiles, muchos de los miembros del consejo parecen verla como simplona, especialmente Kaguya. Irónicamente, Chika tiene bastante talento en una variedad de áreas, es una pianista consumada y también habla cinco idiomas. Hay varias historias en las que Chika ha entrenado intensamente a Miyuki en habilidades que le faltan, como el voleibol, el canto, la superación de la aprensión y el baile tradicional. Después de cada sesión, ella jura no enseñarle más, pero sucumbe a sus súplicas ya que la llama una amiga confiable o la única que puede la ayudar. También puede ser bastante tortuosa y solapada, a menudo intentando hacer trampa en muchos de los juegos que se le ocurren, aunque siempre queda expuesta. Chika está obsesionada con todo lo que tenga que ver con el amor, profesándose a sí misma como una «detective del amor» y dando consejos sobre relaciones a los demás (a pesar de que nunca antes había tenido novio). Puede ser extrañamente perspicaz a veces, con respecto a los sentimientos respectivos de Yū Ishigami y Miko Iino, pero al mismo tiempo no se da cuenta de la relación de Kaguya y Shirogane.

### En adaptaciones
En la adaptación al anime de la serie, Konomi Kohara da voz al personaje, mientras que Jad Saxton la interpreta en el doblaje en inglés. El tema final «Chikatto Chika Chika» de Kohara se usa solo en el tercer episodio de la primera temporada; la canción suena mientras el anime muestra un espectáculo de baile de Chika. En la película de acción en vivo de 2019 Kaguya-sama wa Kokurasetai: Tensai-tachi no Ren'ai Zunōsen y su secuela de 2021 Kaguya-sama wa Kokurasetai: Tensai-tachi no Ren'ai Zunōsen 2, Chika es interpretada por la actriz y ex cantante japonesa Nana Asakawa.

## Recepción

### Popularidad
Chika se ha convertido en un personaje extremadamente popular y un tanto emergente en el fandom del anime y el manga. La popularidad del personaje de Chika la ha convertido en un tema frecuente de cosplay entre las lectoras fanáticas de la serie. En los Crunchyroll Anime Awards 2020, Chika fue nominada a la categoría de «Mejor chica» en los premios. Crunchyroll lanzó en 2020 una figura a escala 1/7 de Chika en bikini.

### Recepción de la crítica
Al revisar Kaguya-sama wa Kokurasetai: Tensai-tachi no Ren'ai Zunōsen, Rebecca Silverman de Anime News Network dijo que parte de la razón por la que la historia funciona es por Chika, ya que ella alegra el estado de ánimo y trata de actuar como una buena amiga y «aliento de cordura» para Kaguya y Miyuki. Faiyaz Chowdhury de Comic Book Resources comentó que «Chika es el comodín en medio de los diversos juegos mentales que Kaguya y Shirogane intentan entre sí en su batalla de confesión. Su naturaleza distante y tonta se usa para servir como una obstrucción humorística a las batallas psicológicas diarias de los personajes principales, lo que permite que la comedia evolucione con giros y vueltas en capas. Dependiendo del personaje que interactúe con ella, los rasgos de carácter de Chika se utilizan para producir diferentes efectos».
Marianne R. de MANGA.TOKYO elogió el personaje de Chika como «digno de ser destacado», diciendo que es muy inteligente y capaz de manipular emocionalmente a Kaguya para hacer que las cosas salgan bien, lo que, según Marianne, hace que Chika sea «increíble pero un poco espeluznante al mismo tiempo». Kambole Campbell de IGN elogió a la actriz de voz japonesa del personaje, Konomi Kohara, como «sobresaliente en transmitir una hiperactividad burbujeante».